# Війна за незалежність Ірландії
Війна за незалежність Ірландії (ірл. Cogadh na Saoirse, Cogadh Angla-Éireannach, англ. Irish War of Independence, Tan War, Anglo-Irish War) — збройний конфлікт між самопроголошеною Ірландською Республікою та Великою Британією в 1919—1921 роках.

## Передумови
На початку XIX століття британці остаточно приєднали Ірландію до Великої Британії, після чого ірландці провели низку спроб здобути незалежність. Всі вони виявилися невдалими. Напруження в Ірландії зросло після того, як британський парламент не надав країні ширшу автономію.

## Хід військових дій

### Початок війни
Загальноімперські вибори (грудень 1918 року) призвели до перемоги партії Шин Фейна республіканського напряму в Ірландії, яка отримала більшість ірландських місць у парламенті. Республіканська партія одразу ж розпочала виконувати свою програму. Депутати-шинфейнери оголосили про створення ірландського парламенту (Дойла) як єдиного повноправного законотворчого органу в країні. На першому засіданні, яке відбулось 21 січня 1919 року, була прийнята Декларація про незалежність, яка проголосила суверенну Ірландську республіку. Також затвердили Звернення до народів світу із закликом визнати її як незалежну державу, а ще і Демократичну програму, в якій проявився великий вплив Коннолі та Пірса. Саме створення Дойла, що означало виклик Британії, і початок боротьби, зміну влади, можна вважати початковою точкою ірландської революції.
Перед революціонерами постало завдання ліквідації системи британського володіння в Ірландії і створення власних нових державних структур. Під егідою Дойла було розпочато будівництво ірландської державності. Альтернативне керівництво складалось з десяти міністерств та керівництв (внутрішніх та іноземних справ, оборони, фінансів, праці, промисловості, сільського господарства, торгівлі, пропаганди та місцевого самоуправління) і кабінету міністрів. Авжеж, в умовах військової окупації, при існуванні Дублінського замку (так по місцю знаходження називали британську адміністрацію) діяльність нових міністерств у загальнонаціональному масштабі було утруднене, але доволі успішно працювали створені при міністерстві внутрішніх справ республіканська поліція та республіканський суд, арбітражна система міністерства праці та відомство національних позик при міністерстві фінансів.
Виконувачем обов'язків президента, який мав право призначати міністрів, був обраний Катал Бруга. Передбачалося, що пост президента резервується для Едмона Де Валера, який перебував у в'язниці. У цей час Майкл Коллінз планував його втечу. 5 березня був звільнений з в'язниці.
Тепер створювалось таке положення, що в Ірландії існувало дві «державні» влади: з одного боку — Дойл, який підтримував моральний авторитет більшості народу, а з іншого боку — англійська влада, яка володіла військовою силою.
Головні творці англійської влади в Ірландії представляли найбільші реакційні кола південного юніонізму: лорд Френч, віце-король з травня 1918 року, Вольтер Лонг, колишній головний секретар Замка у 1905 році, та Ендрю Бонар Лоу, юніоністський лідер Палати общин та Палати лордів. Вони протягом грудня 1919 — травня 1920 років проводили мілітаризацію поліції. Нова поліція складалась з констеблів старої Ірландської королівської поліції, знову набраних рекрутів, отримавши в народі назву чорно-коричневі, і Допоміжної дивізії, яку створили за рахунок офіцерів армії та флоту.

### Перебіг війни
Велику роль лідери республіки надавали пропаганді. 1919 року міністерство пропаганди було створене одним з перших, створених республіканським керівництвом. Перед ним стояло завдання висвітлювати діяльність Ірландської республіки, яка боролася за міжнародне визнання. На жаль, надії, які покладали на Паризьку мирну конференцію, не виправдались: Ірландія не отримала права бути на ній представленою. Але все ж таки паризька невдача не зламала ірландців. Боротьба за міжнародне визнання та встановлення міжнародних контактів продовжувалось.
Для вирішення цієї задачі необхідно було отримати перемогу над Англією в інформаційній війні. Ірландське керівництво почало широку компанію, щоб отримати підтримку світової суспільної думки. Міністерство пропаганди і представники Ірландії розгорнули свою діяльність в низці країн: Англії, США, Франції, Італії.
Новини передавались в іноземну пресу через британські інформаційні агентства і, як правило, в спотвореному вигляді з метою дискредитації ірландців. Знаходячись у стані неоголошеної війни з Ірландією, Англія активно розгорнула інформаційну кампанію на європейському континенті.
З'явилась ірландська преса «Ірландський бюлетень» — офіційний орган ірландського керівництва, з листопада 1919 року виходить у Дубліні п'ять разів на тиждень протягом двох років, і за цей час не було пропущено жодного випуску, не дивлячись на всі гоніння на цю редакцію. Бюлетень розповсюджували серед журналістів, політиків, впливових людей, голів церков в Ірландії, Англії і інших країн. Він циркулював в Індії, Єгипті, тобто там, де велась боротьба за незалежність. На жаль, його точний тираж невідомий, але відомо, що за час випуску він неодноразово збільшувався (з 50 до 900, а по деяким цим до 2000 копій на день) .
У вересні 1919 року Дойл та республіканське керівництво було проголошене поза законом. Заборона не була крахом республіканських структур. Більш того, заборона лише активізувала їх діяльність. Тепер Дублінський замок мав доволі неясне розуміння про діяльність революційного керівництва, яке зміцнювало свої позиції та розширювало свій вплив у країні. Британська преса наголошувала: «Ця невидима республіка із прихованими від очей незримими судами існує у серцях ірландців і володіє такою моральною владою, яку не в змозі забезпечити всі танки та знаряддя Георга»
Боротьба за незалежність проводилась не лише мирним шляхом. Вже в січні 1919 року почались військові сутички між ірландськими волонтерами та королівською поліцією. Перший напад, який відбувся 21 січня близько поселення Солохедбег у графстві Тіппєрері, вважається початком англо-ірландської війни, яка продовжувалась до 1921 року. Право на незалежність зі зброєю в руках відстоювали Ірландська Республіканська Армія (ІРА), перетворена із ірландських волонтерів. Використання партизанської тактики дозволила ІРА не тільки протистояти великим силам противникам, але й повністю деморалізувати поліцейські структури, які до літа 1920 року втратили контроль над більшою частиною території.
Під час війни за незалежність ІРА діяла більшою мірою як армія майбутньої держави, ніж як воєнізоване формування, яке йде на зміну військовим силам попередньої держави. Тактика війни за незалежність та подальшої громадянської війни стирала відмінності між солдатами та звичайними громадянами, між військовим та цивільним життям.
В ІРА дуже активну роль відігравали ветерани Першої світової війни. Республіканська армія користувалась підтримкою місцевого населення, особливо жінок та дітей.  Згідно Йоосту Аугустєйну, кількісний склад підлітків у загонах ІРА досяг у 1921 році майже 20 відсотків. Цій тенденції сприяли гельські спортивні школи, родинні зв'язки та місцеві структури, які надихали та мобілізували дітей і молодь на боротьбу за свободу.  Вік юнаків у структурах армії, які брали участь у бойових діях, складав вище 16 років, але й були окремі випадки дітей віком 10 років. Жінки теж були активно залучені у бойових діях. В Ірландії в жінках вбачали роль або виконавицями другорядних ролей — типу доставки повідомлень, або догляд за пораненими, — або політичної фігури. Саме жінки знаходились на передньому плані політичного протистояння. Найбільш впливовими та відомими були жінки з Жіночої ліги, заснованої у 1914 році. Під час війни за незалежність підрозділи Жіночої ліги співпрацювали з ІРА і відігравали роль «жіночої армії». Партизанська тактика призвела до реорганізації внутрішньої структури ІРА та Жіночої ліги і встановленню між ними тіснішого зв'язку. Більшості жінкам, які брали участь у бойових діях, було по двадцять років. В Ірландії католицька церква різко засуджувала участь жінок та дітей у конфлікті.
ІРА виконувала свої дії без згоди Дойла, який не брав на себе відповідальність за військові акції, тому що члени ірландського парламенту були не такі радикальні, на відміну від армії. У намаганні підкорити армію Дойлу військовому міністру К. Бруггє вдалось восени 1919 домогтися прийняття волонтерами присяги на вірність Ірландській республіки та Дойлу. Повністю владнати відносини змогли лише у 1921 році, коли Де Валера публічно заявив, що армія стає офіційним інструментом Дойла.
До середини 1920 року стало зрозуміло, що британська адміністрація втрачає контроль в Ірландії, і тоді британське керівництво вирішує посилити свою політику. Дублінський замок отримав надзвичайні повноваження. Було введено військовий стан, у країну стали потрапляти нові військові формування. З літа 1920 року зіткнення сторін стали носити особливо жорсткий характер.
Розгорнута боротьба ірландського народу сильно вразила англійців і викликала велике обурення в світі. Вбивства, підпали, катування полонених, ґвалтування жінок і системний розбій та пограбування цілих районів були звичайними методами залякування ІРА. У Корку 19 березня 1920 року ІРА вбила Констебля Мерта поблизу центра міста, у відповідь поліція увірвалась в дім мера міста Томаса Маккертейна і вбила його. Це вбивство призвело до активізації ІРА по всьому Корку. Навесні та влітку 1920 року ІРА організувала багато атак на поліцейські та військові патрулі. З цього часу Корк стає не тільки центром багатьох засад ІРА, але й центром протистояння двох ворожих військових розвідок, протягом якого противники нещадно вбивали один одного, але пальму першості у вбивстві беззбройних мешканців тримали британці. Британський «ескадрон смерті» організував багато вбивств місцевих волонтерів ІРА та активістів Шин Фейна.
Паралельно всім військовим діям уже з кінця 1920 року відбувались взаємні пошуку мирного врегулювання, сторони прагнули перемир'я, перед тим як почати перемовини. Від початку 1921 року в декількох ірландських газетах з'явились публікації про необхідність укладення миру. У британському парламенті в грудні 1920 року був прийнятий новий варіант «закону про гомрул», що отримав назву Акт про управління Ірландією. Він не зміг задовольнити більшість ірландців, тому що передбачав розділ країни і створення самостійного парламенту в Ольстері.

### Мирні перемовини
У британській та ірландській історіографії немає єдиної думки щодо того, кому належить ініціатива початку мирних перемовин. Одні вважають, що їх ініціював Георг V, оскільки прологом для початку мирних перемовин стала промова короля Сполученого Королівства у Белфасті 22 червня 1921 року на відкритті першої сесії парламенту Північної Ірландії. У своїй промові король закликав ірландців «простягнути один одному руки, простити та забути, об'єднатись, заради того, щоб на їх улюбленій землі запанував мир, згода та добра воля… Від усього серця я молю Бога, щоб мій сьогоднішній приїзд в Ірландію став першим кроком до завершення ворожнечі між людьми, які її населяють, до якої б раси або релігії вони не відносились».
Інші вважають, що ініціатором мирних перемовин був прем'єр-міністр ліберал Ллойд Джордж, бо промова короля була написана його особистим секретарем і не викликає сумнівів, що Ллойд Джордж був прекрасно знайомий з її змістом. Враховуючи ці обставини, можна вважати, що ініціатива надходила рівною мірою від короля та уряду.
Мирній конференції передувала велика листування між британським керівництвом, лідером Ольстеру Джеймсом Крейгом та невизнаним президентом Ірландії Емоном Де Валерою. Після відкриття парламенту Північною Ірландією 24 червня 1921 року. Прем'єр-міністр Великої Британії направив листа невизнаному президенту, Де Валеру із запрошенням на мирну конференцію. Ллойд Джордж висунув дві умови:  
- по-перше, на конференції повинен бути прем'єр-міністр Північної Ірландії для максимального вивчення можливостей врегулювання конфлікту;
- по-друге, Емон Де Валера може взяти з собою будь-яких представників Ірландії, яким Велика Британія надасть гарантії безпеки.

Подібний лист був направлений і до керівництва Ольстеру.
Емон Де Валера відповів прем'єр-міністру Великої Британії 28 червня: «Ми щиро бажаємо сприяти встановленню міцного миру між народами двох островів, але не бачимо можливості, з якими воно може бути досягнене, якщо ви відмовляєтесь визнавати єдність Ірландії та принцип національного самовизначення. Перш ніж відповісти більш змістовно на ваше запитання, я прошу надати мені час для проведення консультацій з деякими представниками політичної меншості». Емон Де Валера не визнав керівництво Північної Ірландії, і коли він просив час на консультації з представниками політичної меншості, то мав на увазі протестантів Ольстеру, тому що в цей же день направив листа Джеймсу Крейгу, який у відповіді на лист зауважив на тому, що для нього неприємні будь-які зустрічі з представниками ірландських націоналістів і те, що він уже прийняв пропозицію Ллойда Джорджа.
У період з 4 по 8 липня 1921 року  в Дубліні проходили наради між політичною більшістю та меншістю. Результатом наради стала офіційна заява, у якій наголошувалось, що неможливо вести перемовини з якоюсь надією на досягнення задовільного результату, якщо не буде зупинене кровопролиття в Ірландії.
Після проголошення про перемир'я Де Валера погоджується на участь у мирній конференції. Чотири зустрічі (14,15, 18 та 21 липня) проходили в резиденції прем'єр-міністра на Даунінг-стріт, 10. 20 липня учасникам конференції були представлені «Пропозиції керівництва Великої Британії для ірландського врегулювання», в яких ірландцям пропонувалось самоуправління на правах домініону, у тому числі автономія в області фінансів, податків, поліції та збройних сил. Пропозиція супроводжувалась шістьома умовами, чотири з яких стосувались морських та військових питань (Велика Британія буде і надалі користуватися морськими шляхами та портами, та повітряний простір для зв'язку з Північною Америкою); одна умова вимагала заборони поблажливого мита на торгівлю між островами; та остання зобов'язувала Ірландію взяти на себе частину загальнонаціонального боргу.
У процесі перемовин склалась важка ситуація: з одного боку, керівництво Великої Британії не могло представити незалежність Південній Ірландії, бо при всьому бажанні лібералів таких договір не підтримали б у імперському парламенті; з іншого боку, Емон Де Валера категорично не сприймав  статус домініону, тому що неодноразово заявляв, що Ірландія — незалежна країна.
Наступна спроба почати конструктивні перемовини датується початком вересня 1921 року, коли президенту Ірландії було направлене ще одне запрошення на конференцію для з'ясування питання про те, «яким чином зв'язок Ірландії зі спільнотою націй, відомим під ім'ям Британської імперії, можна краще за все примирити з національними ірландськими прагненнями». У цьому запрошенні містилось тільки одна умова — Ірландія залишається частиною Британської імперії. 12 вересня Емон Де Валера відправив відповідь: «Наша нація формально проголосила свою незалежність і визнає себе суверенною державою. Тільки в якості представників цієї держави та його вибраних представників ми можемо діяти від імені нашого народу». Після такої відповіді прем'єр-міністр Великої Британії відмовляється від проведення конференції.
Позиція Де Валери викликала появу опозиції. За зачиненими дверима національних зборів Ірландії, які майже неперервно проходили в Дубліні, на нарадах партії Шин Фейн окреслювалась позиція опозиціонерів. Артур Ґріффіт, керівник республіканської партії Шин Фейн, та Майкл Коллінз, керівник ІРА, були найяскравішими прихильниками проведення конференції та укладання миру на правах домініону.
Під натиском внутрішньої опозиції Де Валера адресує лист до прем'єр-міністра Великої Британії  з пропозицією проведення мирної конференції. 21 вересня 1921 року кабінет міністрів Великої Британії узгоджує проведення конференції.
11 жовтня зустріч у Лондоні відбулась. У британську делегацію входили Ллойд Джордж, Остін Чемберлен, лорд Біркенхед, сер Лемминг Вортінгтон-Еванс, сер Гамар Грінвуд і Вінстон Черчилль, в складі ірландської делегації були Артур Ґріффіт, Майкл Коллінз, Гаван Деффи, Бартон і Дуган. Президент Ірландії відмовився приїжджати до Лондона. Рішення Де Валери було продиктоване небажанням брати на себе відповідальність за підписання мирного договору і тим самим втратити можливість політичного маневру в майбутньому.
На цій стадії мирного процесу багато залежало від позиції окремих представників британської делегації. Лібералам і прихильникам «гомрул» було легко підтримати надання Ірландії найширшого самоврядування, але представникам юніоністської партії, уся політична кар'єра яких була пов'язана з боротьбою проти «гомрул», доводилося вирішити неприємну і вельми ризиковане з політичної точки зору завдання. Головна відповідальність за ситуацію лежала на плечах Остіна Чемберлена — лідера юніоністської партії, яка після виборів 1918 року мала більшість в парламенті.
Протягом декількох тижнів обидві сторони трималися на строго офіційній ноті. Обговорення питань ускладнювалося не тільки тим, що приходилось стосуватися неясних пунктів, а й тим, що часто-густо спливали заплутані деталі, що загрожували зірвати весь хід переговорів.
Відкриті та закриті засідання в рамках мирної конференції тривали два місяці. Кожен подальший крок супроводжувався посиленням внутрішньої боротьби в консервативній партії і бурхливими сценами в ірландських національних зборах.
Перемовини тривали вже більше двох місяців, але підписання мирної угоди в найближчий час не передбачалося. Британська делегація поступово виходила з себе. Як повідомляє у своїх спогадах Черчилль, «в перших числах листопада бажання подати у відставку було настільки сильне, що ні на один день не можна було поручитися за існування кабінету. Проте серед ліберальних членів британської делегації існувала точка зору, що необхідно довести справу до кінця і не відступати до тих пір, поки уряд не усунуть від влади або поки не буде досягнуто згоди з ірландською делегацією, або поки не відновляться військові дії в Південній Ірландії».
Відповідальність за подібне затягування переговорів Черчилль покладав суто на ірландську делегацію. Річ у тому, що ірландські делегати щодня відправляли кореспонденцію в Дублін, де Ірландський національна рада обговорювала кожну пропозицію британської сторони. За великим рахунком, саме нерішучістю ірландських делегатів, які не мали повноважень підписувати якісь угоди без узгодження з Ірландським національною радою, можна пояснити затягування переговорів.

## Наслідки
5 грудня 1921 року прем'єр-міністр Великої Британії Ллойд Джордж висунув ірландським делегатам ультиматум: «Ми не можемо робити подальших поступок і не будемо продовжувати подальшого обговорення. Ви повинні вирішити питання негайно і або підписати угоду про укладення договору в тій формі, яку ви отримали, або поїхати назад. У разі непідписання угоди обидві сторони можуть знову розпочинати активні військові дії».
6 грудня 1921 року ірландська сторона підписала Англо-ірландський договір. Підписана угода передбачала, що Ірландія повинна мати той самий конституційний статус, як і домініони (Канада, Співдружність Австралії, Нова Зеландія, Союз Південної Африки), з парламентом, який має повноваження приймати закони, призначати керівництво Ірландії і керівника, який відповідатиме перед цим парламентом. Держава має називатися Ірландська Вільна держава.
Північна Ірландія увійшла до складу Великої Британії. Однак 16 грудня того ж року, у день ратифікації договору Північної Ірландії та Великої Британії лідер ірландців Еймон де Валера, колишній прихильник договору, несподівано виступив категорично проти возз'єднання з Великою Британією. Це і послужило продовженню конфлікту, який продовжується досі в шести районах Північної Ірландії, що входять до складу Великої Британії.